# Edmund-Weber-Straße 72

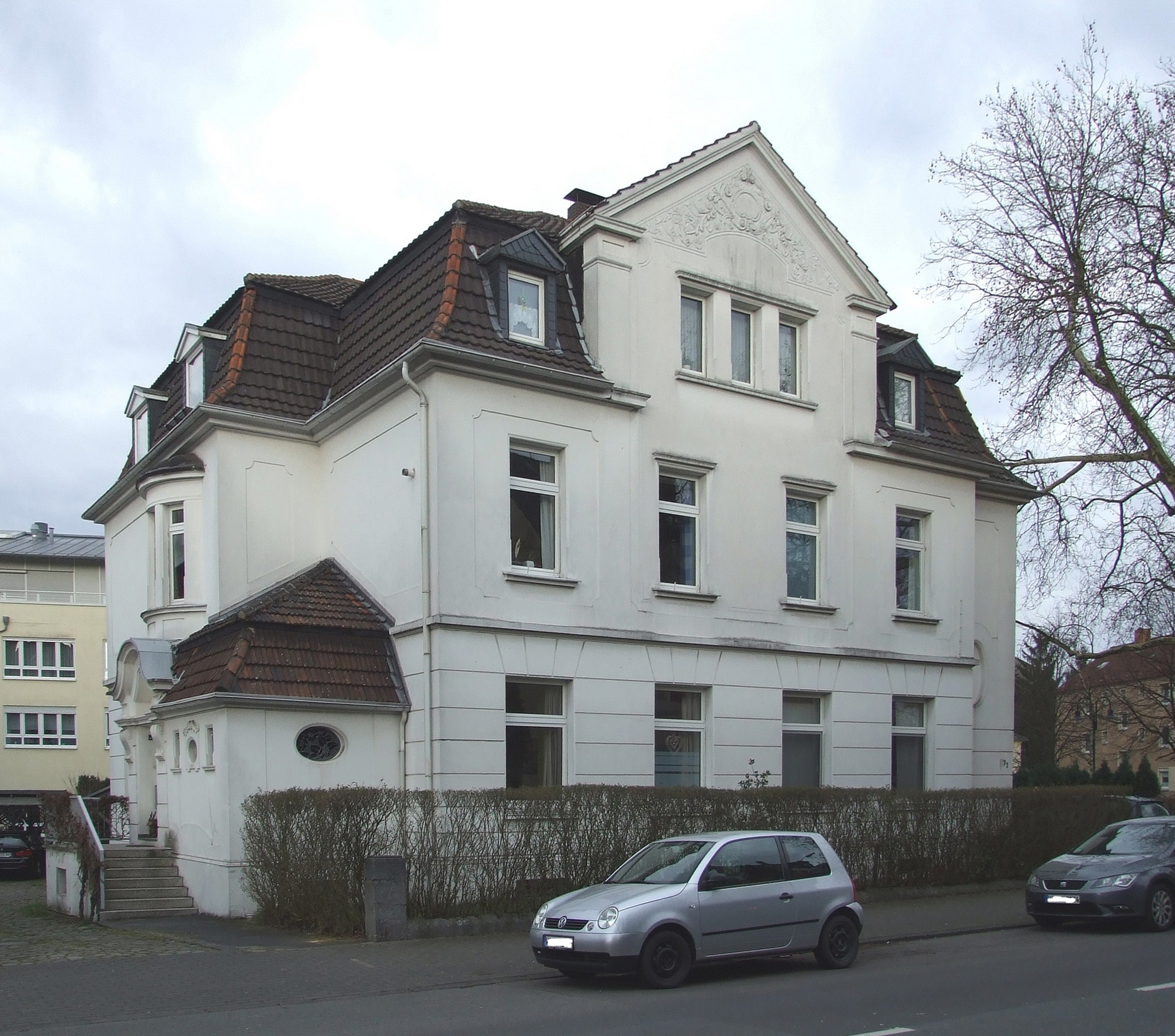
Strassenansicht (2014)

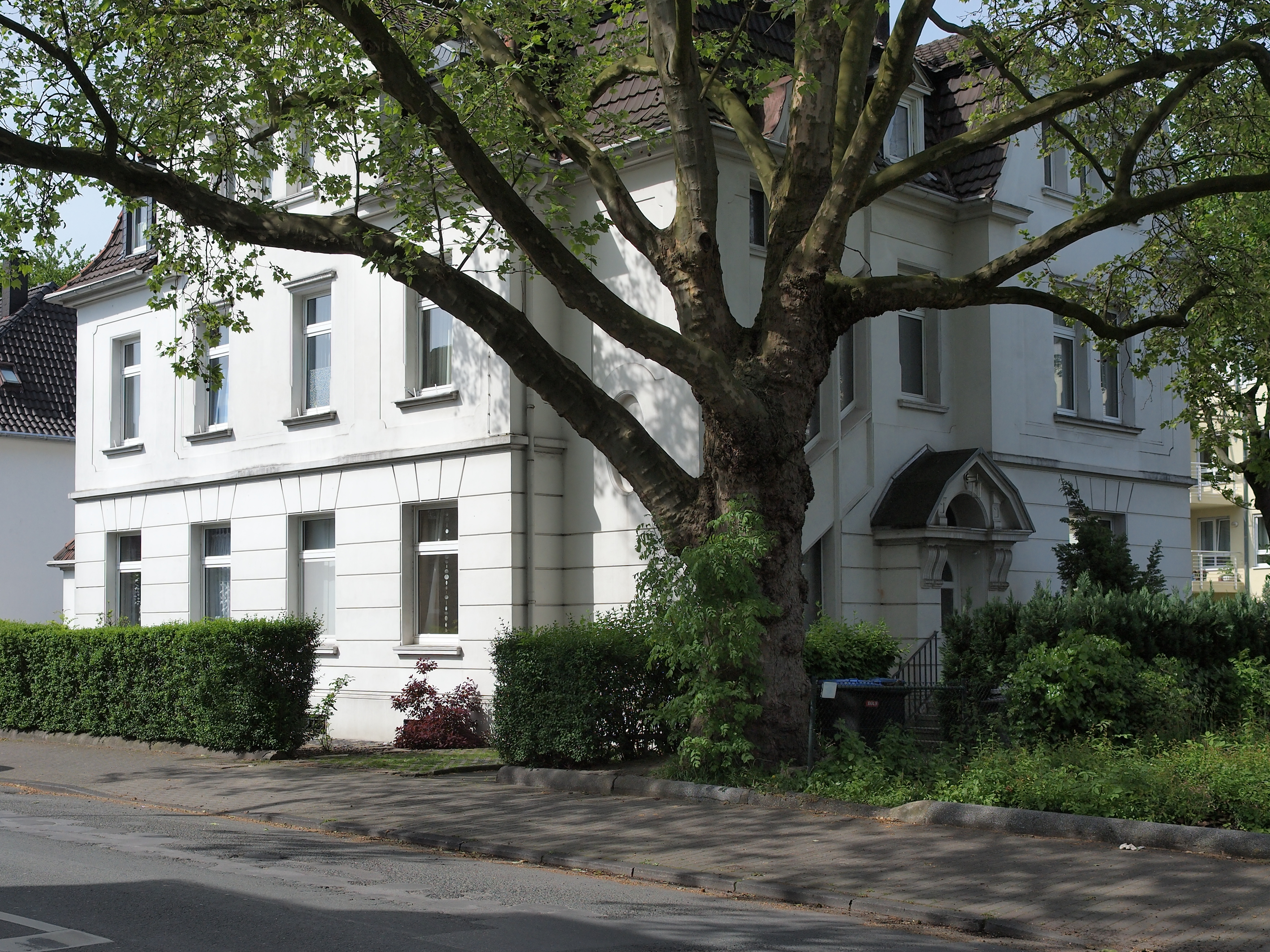
Südostansicht (2012)

Das Mehrfamilienhaus Edmund-Weber-Straße 72 in Röhlinghausen, einem Ortsteil der Stadt Herne, ist ein unter Denkmalschutz stehendes Baudenkmal. Ursprünglich diente es als Verwaltungsgebäude der BoGeStra.
Das an der Nordseite der Edmund-Weber-Straße, in deren Abschnitt zwischen der Hordeler Straße und dem Volksgarten, befindliche villenartige Gebäude entstand 1907. Der entwerfende Architekt ist nicht bekannt. Rückwärtig befand sich bis in die 1900er Jahre ein Betriebshof der BoGestra.
Der zweigeschossige, neoklassizistische Putzbau von vier zu drei Achsen wird nach oben mit einem Mansarddach abgeschlossen. Das Grundstück umfasst rund 830 m², von denen ca. 270 durch das nach allen Seiten freistehende Haus überbaut sind. Im Zuge des Umbaues als Folge der Umnutzung zu einem Wohnhaus wurde die Anlage 1995 in sechs abgeschlossene Eigentumswohnungen aufgeteilt. Auf dem Areal des früheren Betriebshofes wurde ein Seniorenstift errichtet (Zur-Nieden-Straße 1 a–d).
Die Eintragung des Gebäudes Edmund-Weber-Straße 72 in die Denkmalliste der Stadt Herne erfolgte am 8. Juni 1995 (Denkmal Nr. A 597).